# Prêmio Jovem Brasileiro de Música do Ano
O Prêmio Jovem Brasileiro de Música do Ano é um dos prêmios oferecidos durante a realização do Prêmio Jovem Brasileiro, destinado à música mais ouvida durante o ano. 

## Vencedores
| Ano  | Música              | Artista       |
| ---- | ------------------- | ------------- |
| 2012 | -                   | -             |
| 2014 | -                   | -             |
| 2015 | "Escreve Aí"        | Luan Santana  |
| 2016 | "Chuva de Arroz"    | Luan Santana  |
| 2017 | "Trem Bala"         | Ana Vilela    |
| 2018 | "Dona Maria"        | Thiago Brava  |
| 2019 | "Solteiro Não Trai" | Gustavo Mioto |
| 2020 | Pendente            | -             |